# Seiji Honda
Seiji Honda (本田 征治 Honda Seiji?, nacido el 25 de febrero de 1976 en Kitajima, Itano, Tokushima) es un exfutbolista japonés. Jugaba de guardameta y su último club fue el Thespa Kusatsu de Japón.

## Trayectoria

### Clubes
| Club                 | País  | Año         |
| -------------------- | ----- | ----------- |
| Nagoya Grampus Eight | Japón | 1995 - 2004 |
| Bellmare Hiratsuka   | Japón | 1999        |
| Vissel Kobe          | Japón | 2004 - 2006 |
| Thespa Kusatsu       | Japón | 2007 - 2009 |

## Palmarés

### Títulos nacionales
| Título             | Club                 | País  | Año  |
| ------------------ | -------------------- | ----- | ---- |
| Copa del Emperador | Nagoya Grampus Eight | Japón | 1995 |